# Cardiff Devils
‌
Les Cardiff Devils sont un club de hockey sur glace de Cardiff au Pays de Galles. Il évolue dans le Championnat du Royaume-Uni de hockey sur glace.

## Historique
Le club est créé en 1986. Il a remporté l'EIHL à six reprises ainsi qu'une fois la Coupe continentale.

## Palmarès
- Coupe continentale (1)
  - 2025
- Championnat du Royaume-Uni (6)
  - 1990, 1993, 1994, 1999, 2017, 2018